# جوهر بهرو
جوهر بهرو عاصمة ولاية جوهر في ماليزيا . و تقع المدينة في أقصى جنوب شبه جزيرة ملايو و تعد ثاني أكبر مدينة (900000 ألف نسمة) في ماليزيا بعد كوالالمبور، تعد من أكبر المراكز الصناعية في ماليزيا كما أنها ترتبط بسنغافورة بواسطة عدة جسور مما يسهل من عملية الانتقال بين البلدين ويسهم في نمو الدخل من التجارة والسياحة .

## المناخ
يظهر الجدول التالي التغييرات المناخية على مدار السنة لجوهر بهرو:
| البيانات المناخية لـجوهر بهرو           | البيانات المناخية لـجوهر بهرو | البيانات المناخية لـجوهر بهرو | البيانات المناخية لـجوهر بهرو | البيانات المناخية لـجوهر بهرو | البيانات المناخية لـجوهر بهرو | البيانات المناخية لـجوهر بهرو | البيانات المناخية لـجوهر بهرو | البيانات المناخية لـجوهر بهرو | البيانات المناخية لـجوهر بهرو | البيانات المناخية لـجوهر بهرو | البيانات المناخية لـجوهر بهرو | البيانات المناخية لـجوهر بهرو | البيانات المناخية لـجوهر بهرو |
| الشهر                                   | يناير                         | فبراير                        | مارس                          | أبريل                         | مايو                          | يونيو                         | يوليو                         | أغسطس                         | سبتمبر                        | أكتوبر                        | نوفمبر                        | ديسمبر                        | المعدل السنوي                 |
| --------------------------------------- | ----------------------------- | ----------------------------- | ----------------------------- | ----------------------------- | ----------------------------- | ----------------------------- | ----------------------------- | ----------------------------- | ----------------------------- | ----------------------------- | ----------------------------- | ----------------------------- | ----------------------------- |
| متوسط درجة الحرارة الكبرى °م (°ف)       | 31.0 (87.8)                   | 32.0 (89.6)                   | 32.5 (90.5)                   | 32.8 (91.0)                   | 32.5 (90.5)                   | 32.1 (89.8)                   | 31.5 (88.7)                   | 31.5 (88.7)                   | 31.5 (88.7)                   | 31.8 (89.2)                   | 31.3 (88.3)                   | 30.6 (87.1)                   | 31.8 (89.2)                   |
| متوسط درجة الحرارة الصغرى °م (°ف)       | 21.9 (71.4)                   | 22.0 (71.6)                   | 22.4 (72.3)                   | 22.9 (73.2)                   | 23.1 (73.6)                   | 22.9 (73.2)                   | 22.4 (72.3)                   | 22.4 (72.3)                   | 22.4 (72.3)                   | 22.6 (72.7)                   | 22.7 (72.9)                   | 22.4 (72.3)                   | 22.5 (72.5)                   |
| معدل هطول الأمطار مم (إنش)              | 162.6 (6.40)                  | 139.8 (5.50)                  | 203.4 (8.01)                  | 232.8 (9.17)                  | 215.3 (8.48)                  | 148.1 (5.83)                  | 177.0 (6.97)                  | 185.9 (7.32)                  | 190.8 (7.51)                  | 217.7 (8.57)                  | 237.6 (9.35)                  | 244.5 (9.63)                  | 2٬355٫5 (92.74)               |
| متوسط الأيام الممطرة (≥ 1.0 mm)         | 11                            | 9                             | 13                            | 15                            | 15                            | 12                            | 13                            | 13                            | 13                            | 16                            | 17                            | 15                            | 162                           |
| المصدر: المنظمة العالمية للأرصاد الجوية |                               |                               |                               |                               |                               |                               |                               |                               |                               |                               |                               |                               |                               |

## توأمة
لجوهر بهرو اتفاقيات توأمة مع كل من:
- جدة
- إسطنبول

## أعلام
- سيباستيان فرنسيس
- فاندي عثمان
- حارث إسكندر
- روبرت كيوك
- جويس تشو
- حسن محمد
- علوي بن طاهر الحداد
- عثمان عبد الله
- عون بن جعفر